# كايتو ناكامورا
كايتو ناكامورا (مواليد 28 يوليو 2000) هو لاعب كرة قدم ياباني يلعب كمهاجم أو وسط مهاجم في نادي تفينتي أنشخيدة.

## روابط خارجية
- كايتو ناكامورا على موقع الاتحاد الدولي (مؤرشف)  (الإنجليزية)
- كايتو ناكامورا على موقع الاتحاد الأوربي (الإنجليزية)
- كايتو ناكامورا على موقع رابطة كرة القدم اليابانية للمحترفين (اليابانية)
- كايتو ناكامورا على موقع إي إس بي إن إف سي (الإنجليزية)
- كايتو ناكامورا على موقع قاعدة بيانات كرة القدم.إي يو (الإنجليزية)
- كايتو ناكامورا على موقع ليكيب (الفرنسية)
- كايتو ناكامورا على موقع ناشيونال فوتبول تيمز (الإنجليزية)
- كايتو ناكامورا على موقع Soccerbase.com (لاعب) (الإنجليزية)
- كايتو ناكامورا على موقع Soccerway.com (الإنجليزية)
- كايتو ناكامورا على موقع عالم كرة القدم.نت (الإنجليزية)